# Casa de huéspedes de Santa Ana

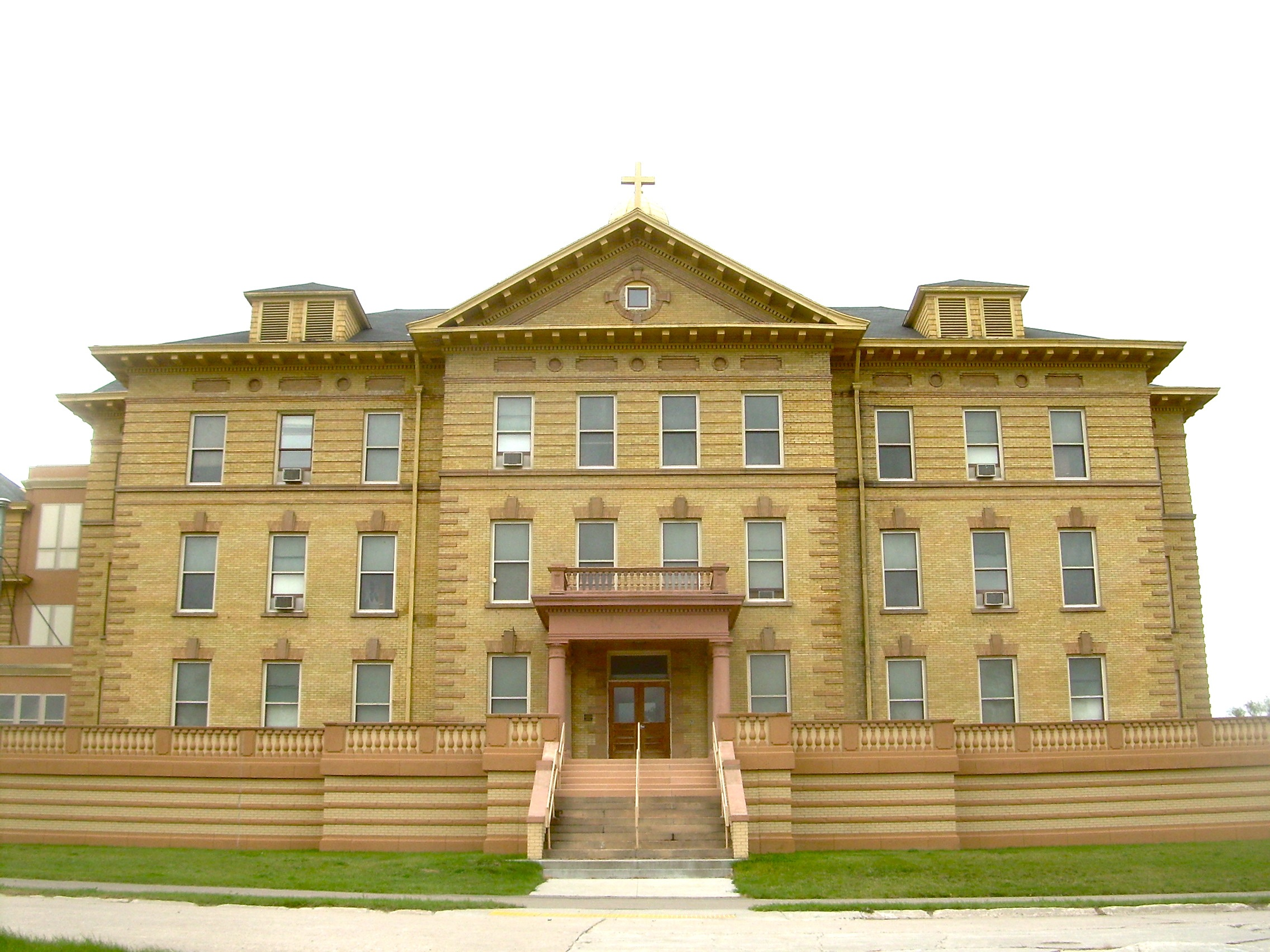
La segunda ubicación de la casa de huéspedes, St. Michael's Hospital and Nurses' Residence, ahora en el Registro Nacional de Lugares Históricos.

La casa de huéspedes de Santa Ana es un centro de salud católico ubicado en Grand Forks, Dakota del Norte, operado por las Hermanas Franciscanas de Dillingen. Ha estado en funcionamiento desde mediados de la década de 1940. La casa ofrece dos niveles de servicios para los residentes; atención básica para atender necesidades psicológicas, físicas y espirituales, también brinda servicios a personas con algún tipo de vulnerabilidad. Este sitio también está habilitado para ofrecer vida independiente, con una treintena de apartamentos y viviendas a un costo accesible.
Cuenta con una licencia oficial Departamento de Salud.

## Historia
La casa de huéspedes fue fundada en 1945 en Fargo (Dakota del Norte) para abordar las necesidades de los ancianos y personas vulnerables de la comunidad. La instalación original en Fargo tenía 20 camas. En 1952, la casa de huéspedes se mudó a Grand Forks, convirtiendo el St. Michael's Hospital and Nurses' Residence, construido en 1907, en una instalación de 100 camas. Esta casa permaneció en este edificio hasta 1978 cuando se vieron obligados a buscar una nueva instalación debido a su incapacidad para cumplir con los códigos de seguridad contra incendios.
En 1981, La casa reabrió en un edificio que anteriormente había sido un convento. El nuevo edificio tenía dos alas, un ala norte y un ala sur. El ala sur contiene 47 unidades de atención básica y el ala norte contiene 30 apartamentos eficientes. La casa de huéspedes sufrió algunos daños por la inundación del Río Rojo de 1997, incluida la pérdida del equipo que se había utilizado para hacer helados para su evento social anual. Sin embargo, continuaron con la tradición de organizar una fiesta social anual de helados que había comenzado en la década de 1980. El eventos social atrae regularmente multitudes de hasta 200 personas.

## Servicios
El ala de atención básica de la casa es un centro de atención básica que cuenta con licencia. Los centros de atención básica en Dakota del Norte son aquellos «cuyo enfoque es proporcionar alojamiento y comida y atención médica, social y personal para ayudar a los residentes a alcanzar o mantener su nivel más alto de funcionamiento». Esta casa de huéspedes «brinda servicios diseñados para satisfacer las necesidades físicas, sociales, psicológicas y espirituales de hombres y mujeres mayores de 18 años». Se brinda asistencia con algunas actividades cotidianas como limpieza, lavandería y preparación de alimentos.
Además del ala de atención básica, la casa también cuenta con 30 unidades de vivienda subsidiadas y disponibles para personas con ingresos limitados que tienen 62 años o más o que presentan discapacidades. Estas unidades están subsidiadas por el programa de Vivienda y Desarrollo Urbano.